# 皿ヶ嶺
皿ヶ嶺（さらがみね）は愛媛県中予地方の東温市と上浮穴郡久万高原町とに跨る皿ヶ嶺連峰県立自然公園を擁する山。山頂は久万高原町に属し、標高1271m。

## 概要
皿ヶ嶺連峰は東温市の南側に位置する。東は陣ヶ森、石墨山、堂ヶ森さらには石鎚山と連なる。西には松山平野と久万高原とを隔てる三坂峠が位置する。皿ヶ嶺の北斜面は中央構造線にあたり断層が多く、中腹までは急傾斜になっている。しかし、山頂付近はフラットな稜線の竜神平が広がり、山容が皿を伏せたように見えることから皿ヶ嶺の名が付いた。
中国地方の山間部よりも標高が高く、冬場はしばしば積雪が見られ、1m近く積もることもあるため、中腹にはスキー場もある。
山頂には二等三角点「行長」が設置されている。

## 登山ルート
皿ヶ嶺の登山口は水の元、風穴、六部堂など7か所ある。
- 風穴コース（風穴 - 竜神平 - 皿ヶ嶺山頂）[2]
- 上林峠コース（水の元 - 上林峠 - 竜神平 - 皿ヶ嶺山頂）※登山道崩落のため閉鎖中[2]
- 赤柴峠コース（鉄塔巡視路コース）[2]
- 瞽女石水の元コース（鉄塔No.156 - 瞽女石（ごぜいし） - 水の元 - 風穴 - 竜神平 - 皿ヶ嶺山頂）[2]
- 井内峠西コース（井内峠 - 1253mピーク - 陣ヶ森アンテナ - 上林峠 - 竜神平 - 皿ヶ嶺山頂）[2]
- 六部堂コース[2]
- 六部堂越コース[2]
- 畑野川コース ※最短コース[2]
- 引地山コース[2]

## ギャラリー

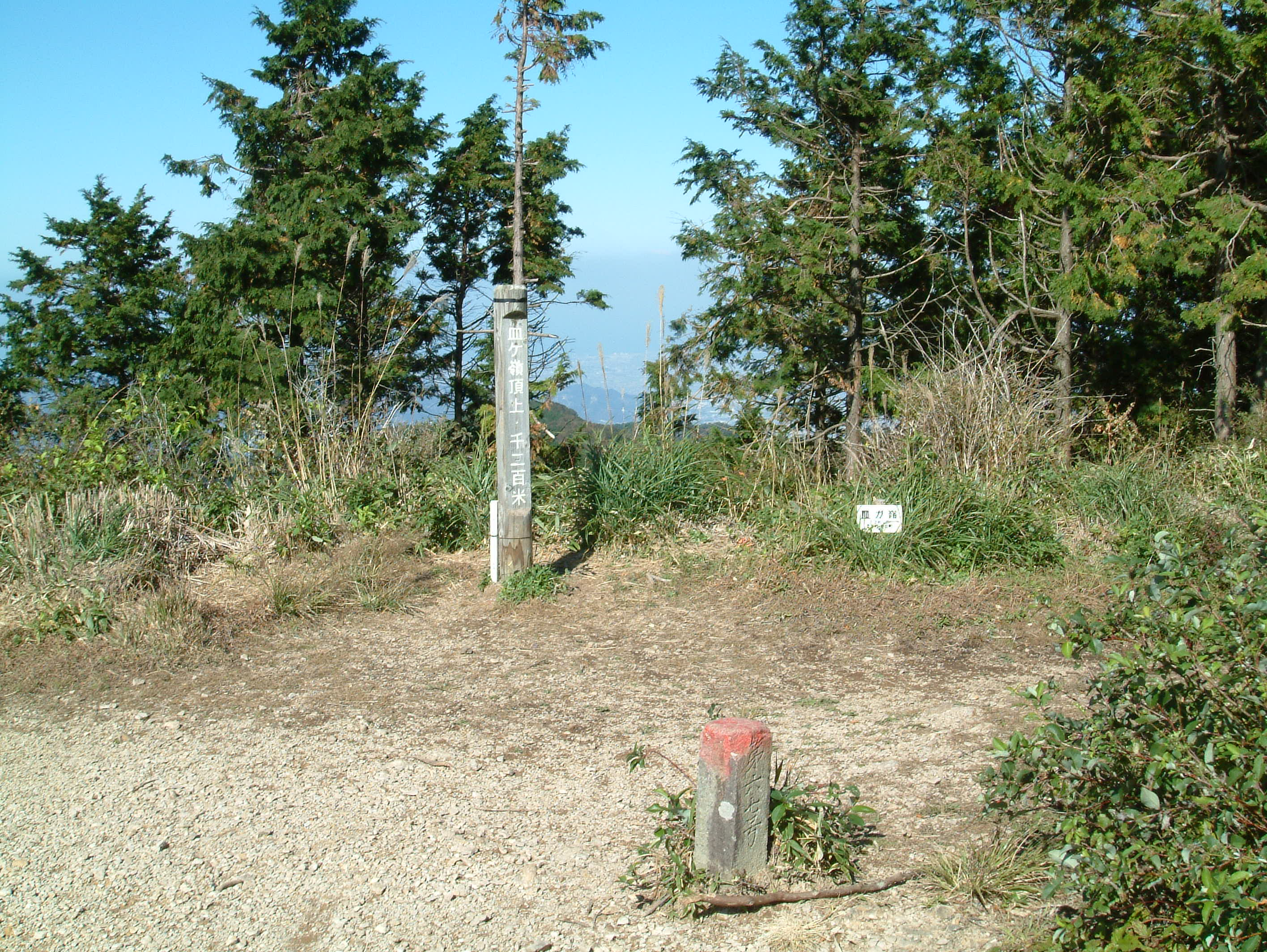
頂上
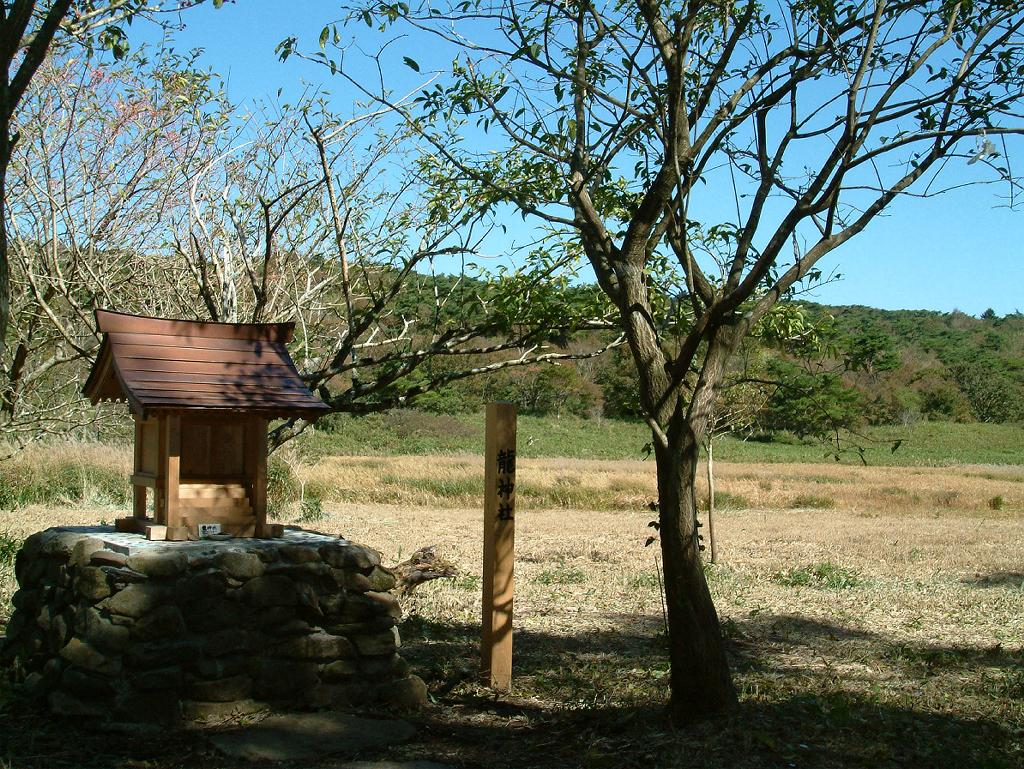
竜神平